# Isayah Boers
Isayah Boers (19 de junio de 1999) es un deportista neerlandés que compite en atletismo, especialista en las carreras de velocidad. Ganó una medalla de plata en los Relevos Mundiales 2024 y una medalla de bronce en el Campeonato Europeo de Atletismo en Pista Cubierta de 2023.

## Palmarés internacional
| Relevos Mundiales                    | Relevos Mundiales  | Relevos Mundiales | Relevos Mundiales |
| Año                                  | Lugar              | Medalla           | Prueba            |
| ------------------------------------ | ------------------ | ----------------- | ----------------- |
| 2024                                 | Nasáu (Bahamas)    | Medalla de plata  | 4 × 400 m mixto   |
| Campeonato Europeo en Pista Cubierta |                    |                   |                   |
| Año                                  | Lugar              | Medalla           | Prueba            |
| 2023                                 | Estambul (Turquía) | Medalla de bronce | 4 × 400 m         |